# Johann Adam Groß III
Johann Adam Groß III (* 26. August 1750 in Winnenden; † 29. Januar 1817 in Stuttgart) war ein deutsch-württembergischer Architekt, Oberweginspektor, Landbaumeister und Kirchenratsbaumeister.

## Leben
Seine Eltern waren der Steinhauer-Obermeister und Pulvermacher Georg Adam Groß (1723–1795) und die von ihm am 2. Juni 1744 in Winnenden geheiratete Maria Margaretha Groß geborene Sprößer (1725–1796). Am 16. Juni 1778 heiratete er in Stuttgart Johanna Elisabeth Groß geborene Holderer († 1817) aus deren gemeinsamen Ehe u. a. der spätere Architekt Friedrich Bernhard Adam Groß, der spätere Kreisbaurat in Ulm Georg Wilhelm Adam Groß (1790–1852) sowie Karl August Adam Groß (* 1799) hervorgingen.
Der Tätigkeit als Oberweginspektor folgte 1803 die Ernennung zum Landbaumeister und die Berufung als Baukontrolleur in der Hofdomänenkammer, wo er ab 1816 als Referent tätig war.
Von der Klosterkirche Lorch fertigte er 1806 Bauzeichnungen, die um 1807 zu Abtragungen führten, und in letzter Zeit als Wiederhestellungsentwürfe in der Forschung stehen.